# جانت اگییر
جانت اگییر (انگلیسی: Janet Egyir؛ زادهٔ ۷ مهٔ ۱۹۹۲) بازیکن فوتبال اهل غنا است.
وی همچنین در تیم ملی فوتبال زنان غنا بازی کرده‌است.